# عدى النهار
عدى النهار أو موال النهار هي أول أغنية غناها عبد الحليم حافظ بعد حرب 1967. ألف الأغنية عبد الرحمن الأبنودي، ولحنها بليغ حمدي.

## الخلفية
- أثناء حرب 1967 كان عبد الحليم في مبنى الإذاعة المصرية يقدم مجموعة من الأغاني من كلمات عبد الرحمن الأبنودي، وألحان كمال الطويل منها «ابنك يقولك يا بطل»، و«اضرب..اضرب»، و«راية العرب»، وكلها أغاني حماسية لشحذ الهمم.
- لكن أصيب عبد الحليم كمعظم المصريين بصدمة كبيرة عندما علم نتيجة الحرب التي انتهت بهزيمة كبيرة للجيوش العربية، ومما عمق هذه الصدمة أن البيانات الرسمية من الإذاعة المصرية كانت تعطي بيانات عن المعركة منافية للحقيقة.

## تأليف وتلحين الأغنية
- بدأ الأبنودي تأليف هذه الأغنية من وحي اللحظة في حضور عبد الحليم، مبتدءاً بعبارة «عدى النهار» حتى وصل إلى عبارة «أبو النجوم الدابلنين» لكنه توقف إلهامه بعد ذلك، فاقترح عليه عبد الحليم عبارة «أبو الغناوي المجروحين»، فاستأنف الأبنودي بعد ذلك التأليف.
- أسند عبد الحليم تلحين هذه الأغنية إلى بليغ حمدي، ولم يكن قد لحن له أغنية وطنية قبل ذلك، وقد لحنها بشكل يختلف عن أغانيه العاطفية التي كان يلجأ فيها غالباً إلى الطريقة الشعبية في التلحين.

## غناء الأغنية
- غنى عبد الحليم الأغنية في استوديو، وغناها في قاعة ألبرت هول في لندن مع أغنية المسيح، وبعض أغانيه العاطفية المشهورة، ولقيت رد فعل حسن من الجمهور آنذاك.
- لكن تأثير الأغنية المهم كان في المدى البعيد، إذ تلجأ بعض البرامج لإذاعتها كلما أرادت أن توضح حجم مأساة تلك الحرب.
- كتبت الأبيات الأولى من الأغنية بشكل رمزي حيث لم يفهم كثيرون مغزى الأبنودي من قوله:

وبلدنا ع الترعة بتغسل شعرها...جانا نهار مقدرش يدفع مهرها
يا هل ترى الليل الحزين...أبو النجوم الدابلانين...أبو الغناوي المجروحين
يقدر ينسيها الصباح...أبو شمس بترش الحنين
أبداً بلدنا للنهار..بتحب موال النهار
والأرجح أن الذي يقصده الأبنودي هو أن بلده (ممثلة في الفتاة التي تغسل شعرها) لن تستلم للهزيمة (ممثلة في الليل الحزين) بل هي قرينة الانتصار (ممثلة في النهار وشمسه).